# Profesor Zlatarski, Dobrici
Profesor Zlatarski (în bulgară Професор Златарски, în română Câzâlgicli) este un sat în comuna Tervel, regiunea Dobrici, Dobrogea de Sud, Bulgaria. Între anii 1913-1940 a făcut parte din plasa Curtbunar a județului Durostor, România. 

## Demografie
Componența etnică a satului Profesor Zlatarski
     Turci (24,39%)
     Bulgari (70,73%)
     Nicio identificare (4,87%)
     Altele (0%)
La recensământul din 2011, populația satului Profesor Zlatarski era de 41 locuitori. Din punct de vedere etnic, majoritatea locuitorilor (70,73%) erau bulgari, cu o minoritate de turci (24,39%). Pentru 4,87% din locuitori nu este cunoscută apartenența etnică.